# Dundee FC
Dundee FC är en skotsk fotbollsklubb från Dundee. Dundee FC är en klassisk klubb ifrån Skottland som har vunnit den Skotska ligan en gång, vilket var 1961/1962. I och med ligasegern fick man delta i Europacupen där man slog ut Köln, Sporting Lissabon och Anderlecht innan man åkte ut i semifinalen mot Milan. 

## Spelare

### Nuvarande trupp
(L) - Inlånad spelare
| 1  | Skottland  | Jon McCracken  | 24 maj 2000  | Norwich City (-24) |
| 30 | Skottland  | Harrison Sharp | 4 april 2001 | Dundee FC          |
| 31 | Nordirland | Trevor Carson  | 5 mars 1988  | St. Mirren (-23)   |

| 2  | England    | Ethan Ingram    | 16 april 2003    | West Bromwich Albion (-24)   |
| 3  | Skottland  | Clark Robertson | 5 september 1993 | Ashdod (-24)                 |
| 4  | Wales      | Ryan Astley     | 4 oktober 2001   | Everton (-24)                |
| 5  | Frankrike  | Billy Koumetio  | 14 november 2002 | Liverpool (-24)              |
| 6  | Nordirland | Aaron Donnelly  | 8 juni 2003      | Nottingham Forest (-25)      |
| 12 | England    | Imari Samuels   | 5 februari 2003  | Brighton & Hove Albion (-25) |
| 22 | Skottland  | Luke Graham     | 11 februari 2004 | Dundee FC                    |
| -  | Bulgarien  | Plamen Galabov  | 2 november 1995  | Maccabi Petah Tikva (-25)    |

| 7  | England   | Drey Wright      | 30 april 1995     | St. Johnstone (-25)    |
| 8  | England   | Paul Digby       | 2 februari 1995   | Cambridge United (-25) |
| 10 | Skottland | Finlay Robertson | 12 november 2002  | Dundee FC              |
| 14 | Mexiko    | César Garza (L)  | 1 juli 2005       | Monterrey (-25)        |
| 17 | England   | Tony Yogane (L)  | 24 september 2005 | Brentford (-25)        |
| 27 | Mexiko    | Víctor López (L) | 8 maj 2003        | Monterrey (-25)        |

| 9  | England   | Emile Acquah   | 13 juli 2000    | Barrow (-25)        |
| 11 | England   | Ashley Hay     | 10 juli 2003    | Brentford (-25)     |
| 15 | Skottland | Simon Murray   | 15 mars 1992    | Ross County (-24)   |
| 18 | Skottland | Charlie Reilly | 5 december 2001 | Albion Rovers (-23) |

### Utlånade spelare
| Nr | Land | Pos | Namn |
| -- | ---- | --- | ---- |

## Titlar
- Skotska Premier League (1): 1961/1962
- Andraplatser (4): 1902/1903, 1906/1907, 1908/1909, 1948/1949

- Skotska First Division (5): 1946/1947, 1978/1979, 1991/1992, 1997/1998, 2013/2014
- Andraplatser (5): 1980/1981, 2007/2008, 2009/2010, 2011/2012, 2020/2021

- Skotska Cupen (1): 1909/1910
- Andraplatser (4): 1924/1925, 1951/1952, 1963/1964, 2002/2003

- Skotska Ligacupen (3): 1951/1952, 1952/1953, 1973/1974
- Andraplatser (3): 1967/1968, 1980/1981, 1995/1996